# Enterprise (Nevada)
Enterprise és una concentració de població designada pel cens dels Estats Units a l'estat de Nevada. Segons el cens del 2008 tenia 78.488 habitants.

## Demografia
Segons el cens del 2000, Enterprise tenia 14.676 habitants, 5.917 habitatges, i 3.806 famílies La densitat de població era de 116,56 habitants per km².
Dels 5.917 habitatges en un 25,1% hi vivien nens de menys de 18 anys, en un 51,7% hi vivien parelles casades, en un 7,9% dones solteres, i en un 35,7% no eren unitats familiars. En el 25,0% dels habitatges hi vivien persones soles el 5,6% de les quals corresponia a persones de 65 anys o més que vivien soles. El nombre mitjà de persones vivint en cada habitatge era de 2,47 i el nombre mitjà de persones que vivien en cada família era de 2,97.
Per edats la població es repartia de la següent manera: un 20,5% tenia menys de 18 anys, un 8,9% entre 18 i 24, un 30,8% entre 25 i 44, un 28,4% de 45 a 64 i un 11,4% 65 anys o més.
L'edat mediana era de 38,8 anys. Per cada 100 dones hi havia 104,69 homes. Per cada 100 dones de 18 o més anys hi havia 103,54 homes.
La renda mediana per habitatge era de 50.667$ i la renda mediana per família de 54.841$. Els homes tenien una renda mediana de 36.971$ mentre que les dones 28.446$. La renda per capita de la població era de 25.063$. Aproximadament el 6,6% de les famílies i el 8,6% de la població estaven per davall del llindar de pobresa.

## Poblacions més properes
El següent diagrama mostra les poblacions més properes.